# Бой у дамбы Гримбалла
Бой у дамбы Гри́мбалла так же Сражение у Джеймс-Айленд (Battle of James Island) — небольшая стычка, произошедшая в конце американской Гражданской войны. Считается последним сражением за Чарльстон.

## Предыстория
С того момента, как в 1863 году конфедераты покинули о-в Моррис, северяне не предпринимали никаких серьёзных действий против Чарльстона. На о-вах Джеймс и Джон произошло несколько небольших стычек. 10 февраля 1865 года несколько полков Союза под командованием бригадного генерала Александра Шиммельфе́нига предприняли последнюю экспедицию на о-в Джеймс. В южной части этого острова, возле дамбы Гримбалла, находились стрелковые окопы, занятые небольшим отрядом под командованием майора Эдуарда Маниго́ из 2-го Южнокаролинского тяжёлого артиллерийского полка.

## Боевые действия
Позиции южан на о-ве Джеймса представляли собой хорошо продуманную систему земляных укреплений, которую можно было удерживать небольшими силами. Впереди основной позиции находились передовые укрепления, которые прикрывали дамбы Гримбалла и Риверса, ведущие с острова Сол Легар на остров Джеймс.
В ночь на 10 февраля бригада Шиммельфеннига (1200 человек) высадилась на о-ве Коула. Сухопутные части поддерживали четыре военных корабля: канонерская лодка Wissahickon и вооружённая шхуна C. P. Williams на реке Стоно под командованием командор-лейтенанта Джонсона; вооружённый колёсный паром Commodore McDonough и вооружённая шхуна Dan Smith на реке Фолли под командованием командор-лейтенанта Кросмана. По просьбе армии в устье р. Стоно также вошли два монитора, но лишь один из них, Lehigh, принял участие в бою. Им командовал командор-лейтенант Александр Семмс, на которого также было возложено командование всеми морскими силами операции.
В 9:00 вооружённые шхуны, а затем и остальные корабли открыли огонь по аванпостам южан. Под их прикрытием 144-й и 54-й Нью-Йоркские полки под общим командованием полковника Хартуэлла сосредоточились на острове Сол-Легар. Получив известия об этом, майор Маниго вышел в передовые окопы, где в тот момент находились около сотни артиллеристов из 2-го Южнокаролинского полка и около двадцати спешенных кавалеристов. Из тыла пришло подкрепление в количестве 188 человек (три роты Гвардии Пальметто и отряд спешенных кавалеристов). Маниго сосредоточил 160 человек у дамбы Гримбалла, 48 человек — у дамбы Риверса, а остальных — в промежутке между ними.
Обстрел о-ва Джеймс продолжался до 17:00, после чего 144-й и 54-й Нью-Йоркские полки перешли в атаку вдоль дамбы Гримбалла, но, заняв первую линию окопов, остановились. Во время этой атаки майор Маниго получил ранение в район позвоночника, которое в те времена считалось смертельным, и остался в окопе под присмотром одного из своих солдат. Подошедшие северяне взяли солдата в плен, а майора унесли в тыл на одеяле.
С наступлением темноты бой окончился. Ночью корабли продолжали стрелять по позициям южан с интервалом в 15 минут. Батареи северян на острове Моррис возобновили обстрел Чарльстона. Вечером следующего дня генерал-майор Куинси Гиллмор решил перевести бригаду Шиммельфеннига на более важный участок, Буллс-Бэй.

## Силы сторон
Союз:
- 1-я Отдельная бригада — бригадный генерал Александр Шиммельфенниг
  - 54-й Нью-Йоркский пехотный полк — полковник Юджин Козлэй
  - 144-й Нью-Йоркский пехотный полк — полковник Джеймс Льюис
  - 32-й цветной пехотный полк США — полковник Джордж Бэйрд
  - 33-й цветной пехотный полк США (1-й Южнокаролинский пехотный полк) — полковник Томас Уэнтворт Хиггинсон)
  - 55-й Массачусетский пехотный полк — полковник Альфред Хартуэлл

Конфедерация.
- 2-й Южнокаролинский тяжёлоартиллерийский полк — майор Эдуард Маниго
- Гвардия Пальметто — капитан Бенджамин Уэбб
- 1-й Южнокаролинский кавалерийский полк (спешенный) — лейтенант Уильям Робертс